# Andrzej Borowski (kompozytor)
Andrzej Borowski (ur. 27 lipca 1945 w Poznaniu, zm. 31 grudnia 2002) – polski kompozytor, akompaniator, pianista i organista.

## Życiorys
W dzieciństwie kształcił się w Państwowej Podstawowej Szkole Muzycznej w Poznaniu przy ul. Zwierzynieckiej. Naukę kontynuował w Liceum Ogólnokształcącym nr 1 im. Karola Marcinkowskiego w Poznaniu, równolegle uczęszczając do Średniej Szkoły Muzycznej w Poznaniu. Ukończył studia w Wyższej Szkole Ekonomicznej w Poznaniu. Jako uczeń szkoły średniej kierował zespołami szkolnymi, a następnie od 1962 roku międzyszkolnym zespołem muzycznym Hades. W 1962  roku występował również z triem jazzowym w poznańskim Klubie Wolnej Myśli. W 1964 roku rozpoczął stałą współpracę ze Studenckim Teatrem „Nurt” i przez kolejne cztery lata był opiekunem i głównym akompaniatorem reprezentacji poznańskich studentów w trakcie występów na Ogólnopolskich Festiwalach Piosenkarzy Studenckich w Krakowie.
W 1966 roku skomponowana przez niego piosenka pt. Zielone madonny w wykonaniu Urszuli Sipińskiej zdobyła II miejsce w konkursie na Poznańskich Targach Piosenki.
Był mężem piosenkarki Wiesławy Orlewicz. Razem z żoną  i gitarzystą Januarym Zaradnym (zastąpionym później przez Piotra Kuźniaka) tworzył zespół Sava's Bar Trio, z którym występował w Finlandii. Borowski występowała również z żoną jako duet Save&Andre w Holandii. 
Piosenki do muzyki Andrzeja Borowskiego wykonywały między innymi Urszula Sipińska, Zdzisława Sośnicka i Bogdana Zagórska, a także Kapela „Zza Winkla”. Utwory do jego muzyki były również nagradzane na Festiwalach Piosenki Żołnierskiej w Kołobrzegu.
Pod koniec lat 80. XX wieku był kierownikiem muzycznym w Teatrze im. Aleksandra Fredry w Gnieźnie. Od roku 2000 był pianistą i akompaniatorem w Teatrze Muzycznym w Poznaniu.
Zmarł 31 grudnia 2002 roku. Pochowany został 8 stycznia 2003 roku na cmentarzu junikowskim w Poznaniu (pole; 32, kwatera; 3, rząd; 6, miejsce; 10).